# MILW-Klasse F7

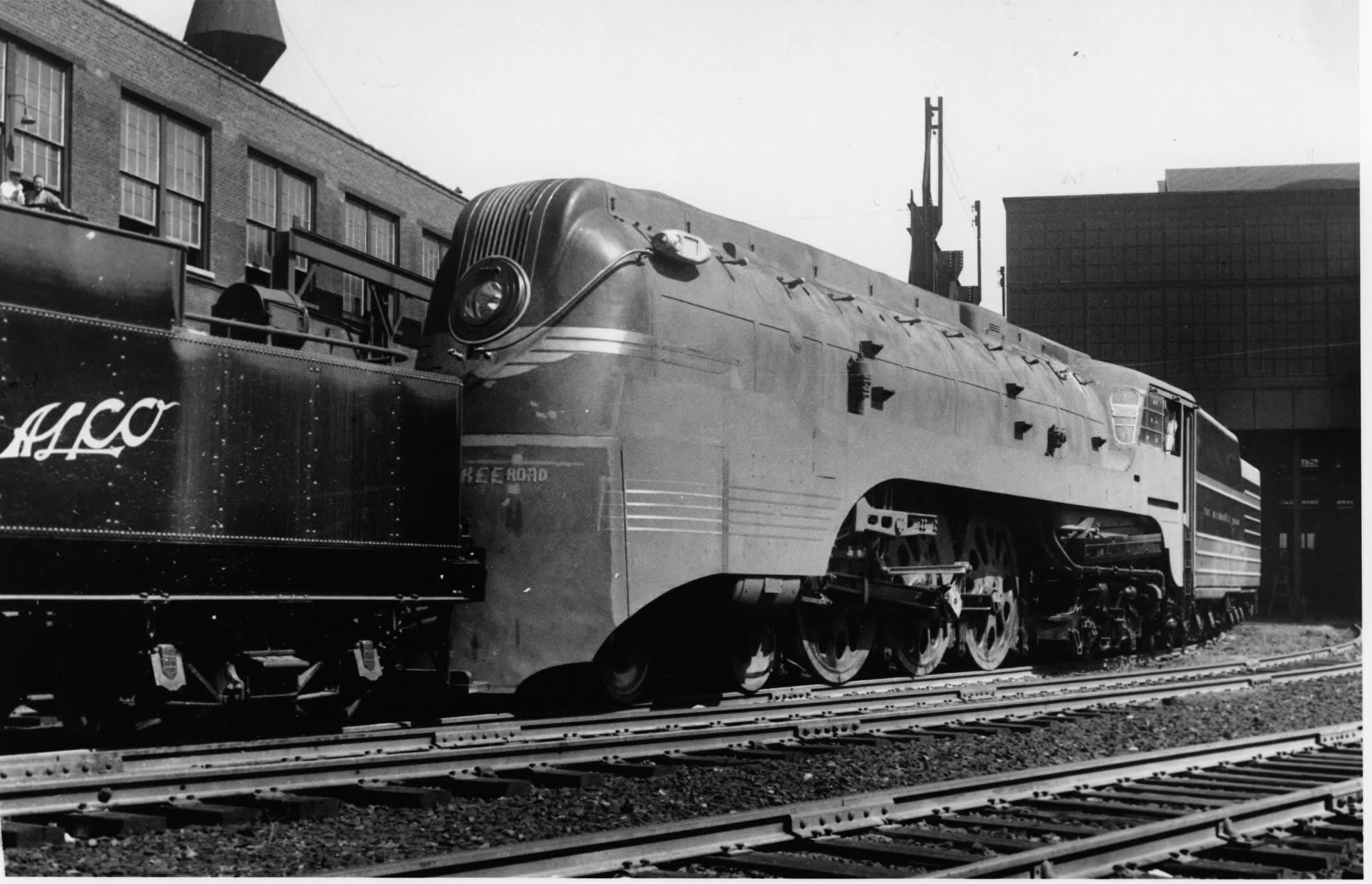
Eine fabrikneue F7-Maschine verlässt 1937 das Herstellerwerk von Alco in Schenectady, New York, um an die Milwaukee Road ausgeliefert zu werden.

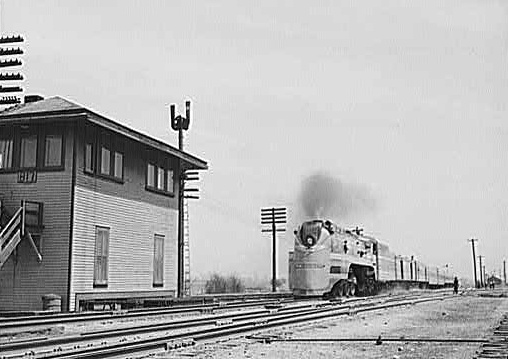
Eine F7 durchfährt 1943 mit dem Midwest Hiawatha Bensenville, Illinois

Die Klasse F7 der Chicago, Milwaukee, St. Paul and Pacific Railroad (Milwaukee Road) umfasste sechs stromlinienverkleidete Dampflokomotiven der Bauart Hudson 2’C2’. Die in Abgrenzung zur New York Central Railroad bei der Milwaukee Road als Bauart Baltic bezeichneten Maschinen wurden 1937 und 1938 gebaut, um die Hiawatha-Schnellzüge zu befördern. Aufbauend auf dem Erfolg der Atlantic-Klasse A, erlaubte es die Klasse F7, noch schwerere Züge auf der beliebten Route des Twin Cities Hiawatha zwischen Chicago und der Metropolregion Minneapolis–Saint Paul zu ziehen. Gegenüber der A-Klasse erfolgte eine Rückkehr zur Kohlenfeuerung, für die im Bahnhof New Lisbon extra eine neue Bekohlungsanlage errichtet wurde, die eine Bekohlung während eines planmäßigen Halts in zwei Minuten ermöglichte.
In Anerkennung seines hervorragenden Stromliniendesigns, das auch die gerippten Leichtbauwagen mit dem markanten Beavertail (Biberschwanz)-Schlusswagen umfasste, trug die erste F7-Lokomotive Nr. 100 auf der Zylinderverkleidung eine Tafel mit der Aufschrift „Speedlined by Otto Kuhler“ und dem Faksimile seiner Unterschrift.
Die F7 können für sich beanspruchen, zu den weltweit schnellsten je gebauten Dampflokomotiven zu gehören. Sie erreichten im alltäglichen Betrieb über 160 km/h. Bei einer Fahrt während eines schweren Schneesturms im Januar 1941 zeichnete ein Reporter der Eisenbahnzeitschrift Trains zweimal die Geschwindigkeit von 177 km/h (110 Meilen pro Stunde) auf. Baron Gérard Vuillet, ein französischer Eisenbahnexperte, zeichnete bei einer Fahrt von Chicago nach Milwaukee eine Höchstgeschwindigkeit von 201 km/h (125 mph) und auf einer Strecke von 7,2 Kilometern im Mittel 190 km/h auf. Arnold Haas berichtet von seiner Reise mit dem Afternoon Hiawatha von Chicago nach Milwaukee im Juli 1946, wo eine F7 stellenweise mit bis zu 205 km/h gefahren sein soll.
Als offizieller Geschwindigkeitsweltrekord für Dampflokomotiven gilt jedoch bis heute der 1938 erreichte der LNER A4 4468 mit 202,58 km/h im Jahr 1938.
Gemessen an den fahrplanmäßigen Reisegeschwindigkeiten, die zwischen zwei Bahnhöfen erreicht werden, waren die F7 hingegen die weltweit schnellsten Dampflokomotiven. 1939, kurz nach Inbetriebnahme der Lokomotiven, wurde der Fahrplan für den Twin Cities Hiawatha auf der 126 km langen Strecke zwischen Portage und Sparta in Wisconsin so modifiziert, dass der Weg bei einer Reisegeschwindigkeit von 130 km/h in 58 Minuten zurückgelegt werden konnte. Sie waren damit etwas schneller als die belgische Reihe 12, die den Rekord zuvor auf der Strecke zwischen Brüssel und Brügge gehalten hatte.
Die erste in Betrieb genommene Lokomotive mit der Nummer 100 wurde auch am 10. November 1949 zuerst ausgemustert. Die zuletzt gebaute Lokomotive 105 wurde gleichsam als letztes Exemplar der Baureihe am 10. August 1951 aus dem Bestand genommen. Alle Lokomotiven wurden verschrottet.